# 週刊アニたまがじん
『週刊アニたまがじん』（しゅうかんアニたまがじん）は、ラジオ関西のアニたまどっとコム内で生放送されていたラジオ番組。

## 概要
今、旬の神戸情報を届ける番組。また、流行のグッズ・CD・ゲーム・アニメなども紹介している。

## パーソナリティ
- パーソナリティ（2013年1月4日 - 3月22日）
  - 浅倉杏美（愛称：あずみん）
  - 新名彩乃（愛称：アヤックス）
- 過去のパーソナリティ（2012年10月5日 - 12月28日）
  - 内山夕実（愛称：ゆーみん）
  - 山本希望（愛称：のじょさん）

## 放送局
| 放送局     | 開始日        | 終了日        | 日時                  |
| ---------- | ------------- | ------------- | --------------------- |
| ラジオ関西 | 2012年10月5日 | 2013年3月22日 | 毎週金曜日19:00–21:00 |

## コーナー
今週のa-maga巻頭特集
今週末、使える神戸界隈の情報を送るコーナー。
THE神戸10
いろんなお店の神戸店による人気商品のトップ10を紹介するコーナー。
アニゲコ
注目のアニメ・ゲーム・コミックなどの情報を届けるコーナー。
ふたりにこれをすすめ隊
リスナーから、パーソナリティに勧めたいグッズ・新商品・気になる情報を紹介してもらって、実際に試すコーナー。
あなたのCM作ります！
リスナーのリクエストを元に、希望のCMを作るコーナー。
9文字でお願いします
新聞のラジオ欄の、アニたまがじんの紹介に使われる9文字分のスペースをリスナーの案で埋めるコーナー。
今日のひょうごはん
兵庫で作られているものだけでご飯を食べる、兵庫のご飯を勝手に推進するコーナー。
週末占い
占い師・逢咲七穂の監修による週末占いコーナー。

## ゲスト
- 第20回（2013年2月15日）
  - 山本希望
- 第22回（2013年3月1日）
  - ルイズ・スフォルツア（アフィリア・サーガ）
  - アヤミ・チェルシー・スノウ（アフィリア・サーガ）